# Chakuvalli, Turuvekere
Chakuvalli là một làng thuộc tehsil Turuvekere, huyện Tumkur, bang Karnataka, Ấn Độ.